# Maués
Maués is een gemeente in de Braziliaanse deelstaat Amazonas. De gemeente telt 49.666 inwoners (schatting 2009).
De gemeente grenst aan Apuí, Borba, Nova Olinda do Norte, Itacoatiara, Urucurituba, Boa Vista do Ramos, Barreirinha, Jacareacanga, Itaituba, Aveiro en Juruti.